# Svazková tetroda

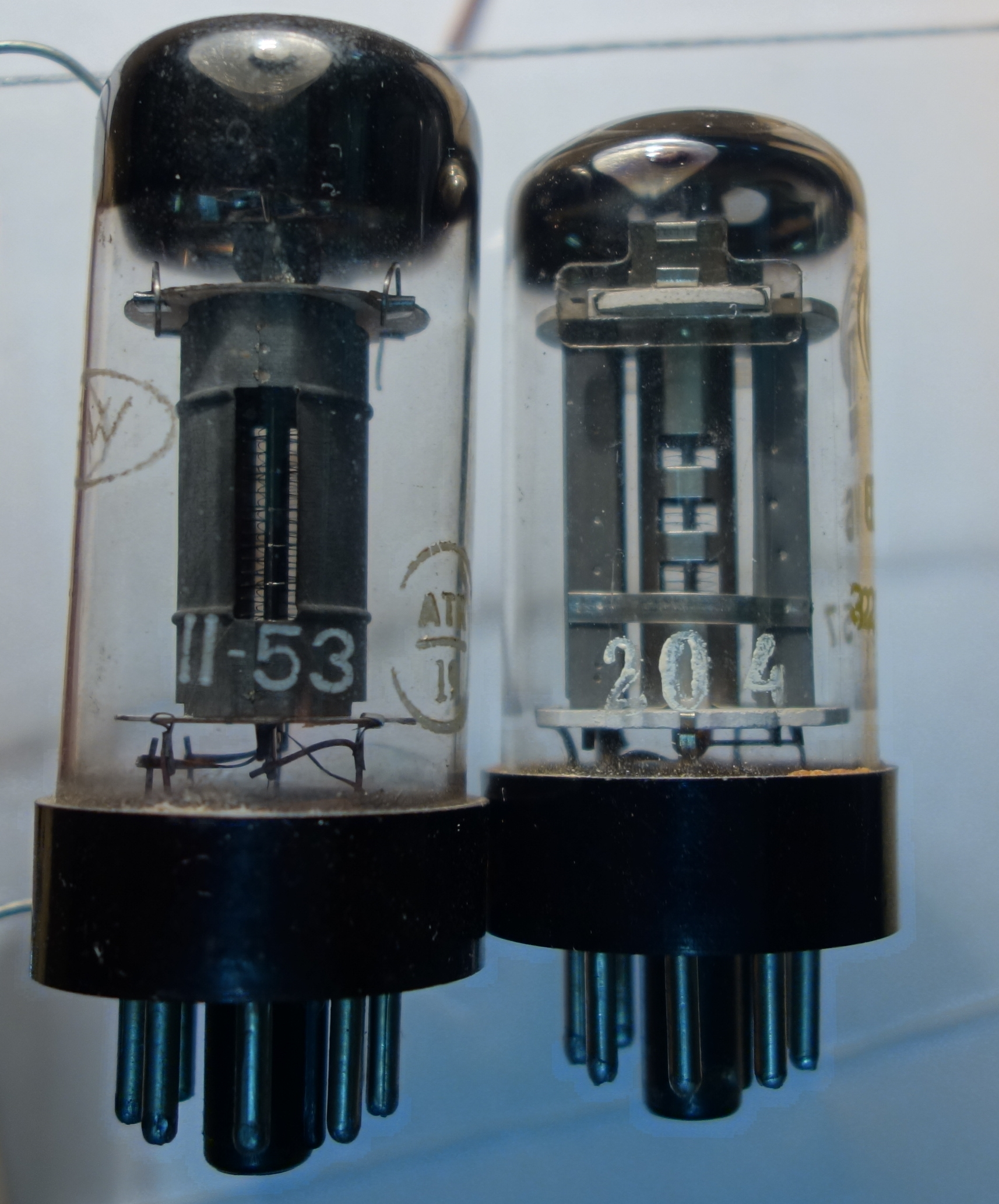
Porovnání systémů klasické pentody 6F6 a svazkové tetrody 6V6

Příčný řez systémem americké svazkové tetrody 6L6

Svazková tetroda je elektronka, která sice patří mezi tetrody, vznikla však vývojem z pentody. Pro svazkovou tetrodu je charakteristické, že závity řídící a stínicí mřížky jsou vůči sobě v přesném zákrytu. Toto uspořádání způsobí, že elektrony jsou elektrostatickým polem fokusovány do úzkých plochých svazků, což způsobuje podstatné snížení (nežádoucího) proudu stínicí mřížky. Zpětnému proudu sekundárních elektronů, odražených od anody, pak brání krátká boční plechová křidélka, která jsou na potenciálu katody a tvoří tak potenciální bariéru. Svazková tetroda se svými vlastnostmi blíží pentodám, mezi které bývá i řazena. Výhodou proti pentodě je zde snížení (nežádoucího) proudu stínicí mřížky a celkově jednodušší konstrukce jejího systému.
Pentody i svazkové tetrody velmi rychle nahradily koncové triody v rozhlasových přijímačích a našly uplatnění v širokém spektru aplikací. Triody se v audiotechnice udržely pouze tam, kde se prioritou stala minimalizace celkového zkreslení za jakoukoliv cenu (luxusní přijímače Scott, Lincoln a podobné). Byly to počátky toho, co je recentně nazýváno High-end audio. Ukázkovým audio řetězcem tohoto typu je HI-END triodový zesilovač v jednočinném režimu třídy A.
Nevýhodou svazkových tetrod je nemožnost využívat hradicí mřížku pro jiné účely (modulace AM vysílačů brzdicí mřížkou, zapojení typu fantastron atd.).